# Avenue Édouard-Vaillant (Boulogne-Billancourt)
Pour les articles homonymes, voir Avenue Édouard-Vaillant.
L'avenue Édouard-Vaillant est une voie de communication située à Boulogne-Billancourt.

## Situation et accès

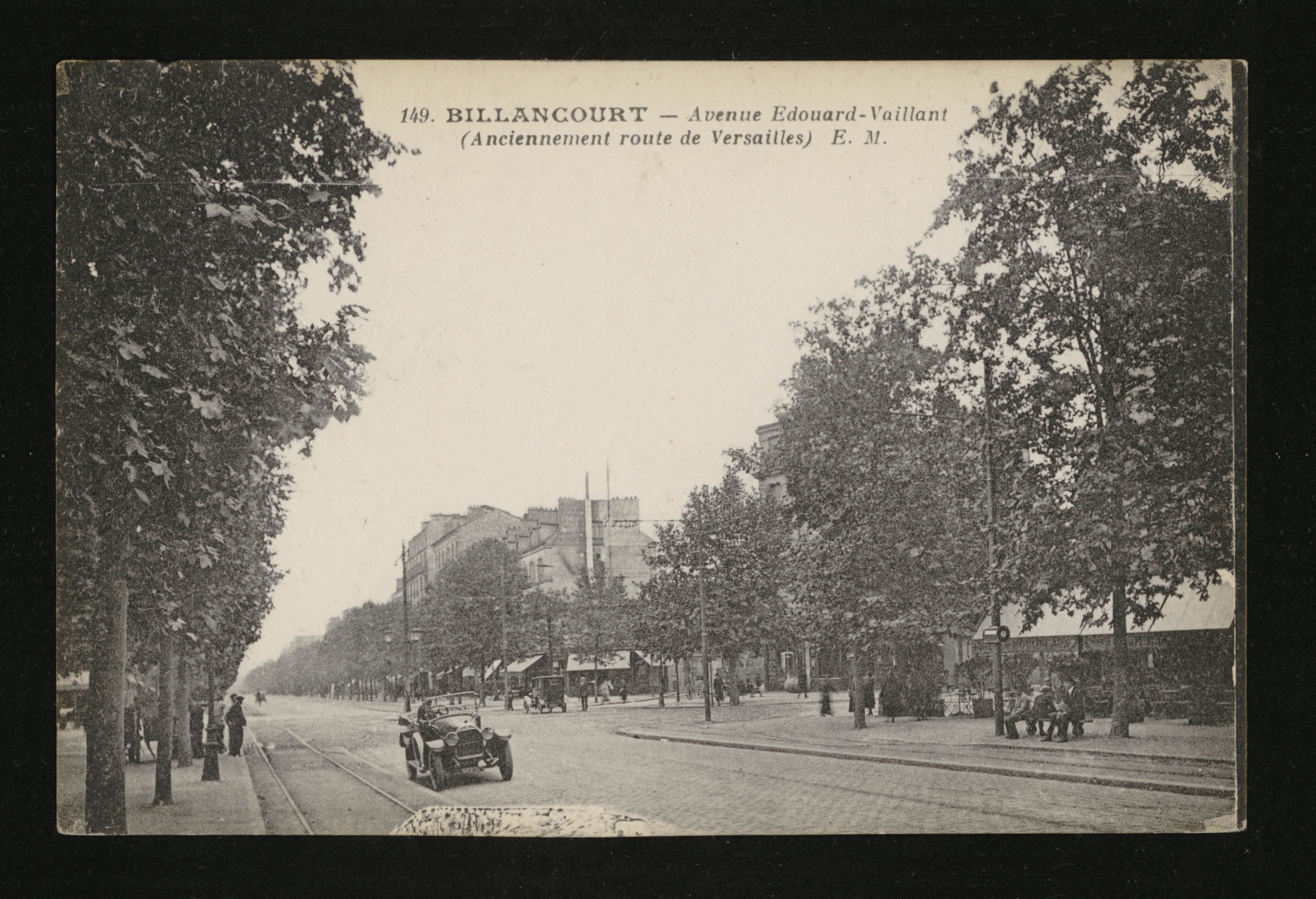
Avenue Édouard-Vaillant, anciennement route de Versailles.

L'avenue Édouard-Vaillant est desservie à l'ouest par la station de métro Marcel Sembat, et à l'est par la station Porte de Saint-Cloud, toutes deux sur la ligne 9.

## Origine du nom
Cette avenue porte le nom d'Édouard Vaillant (1840-1915), homme politique français.

## Historique

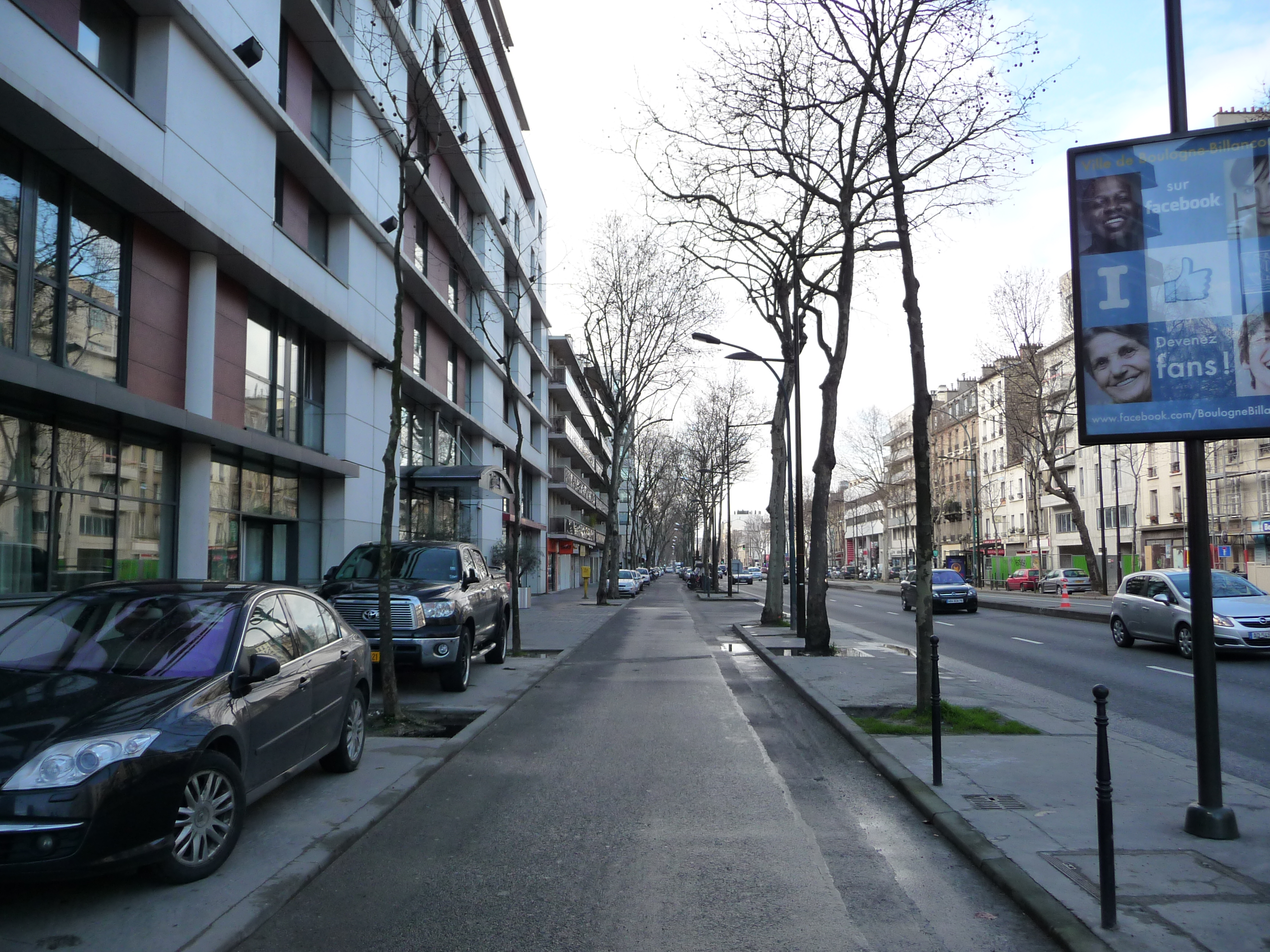
L'avenue Édouard-Vaillant.

Cette avenue fut la première voie de Boulogne éclairée à l’électricité, le 5 décembre 1924.
C'est par ce chemin que le 14 juin 1940, à l’aube, les troupes allemandes entrent dans Boulogne.
Le 24 août 1944, à son tour, la 2e division blindée y fait une entrée triomphale. L'armée américaine arrive le lendemain.
La partie à l'ouest de la place Marcel-Sembat fut renommée avenue du Général-Leclerc  après-guerre.
Elle fait partie des voies de circulation limitrophes de Paris, représentées sur la série photographique 6 mètres avant Paris, datant de 1971.

## Bâtiments remarquables et lieux de mémoire

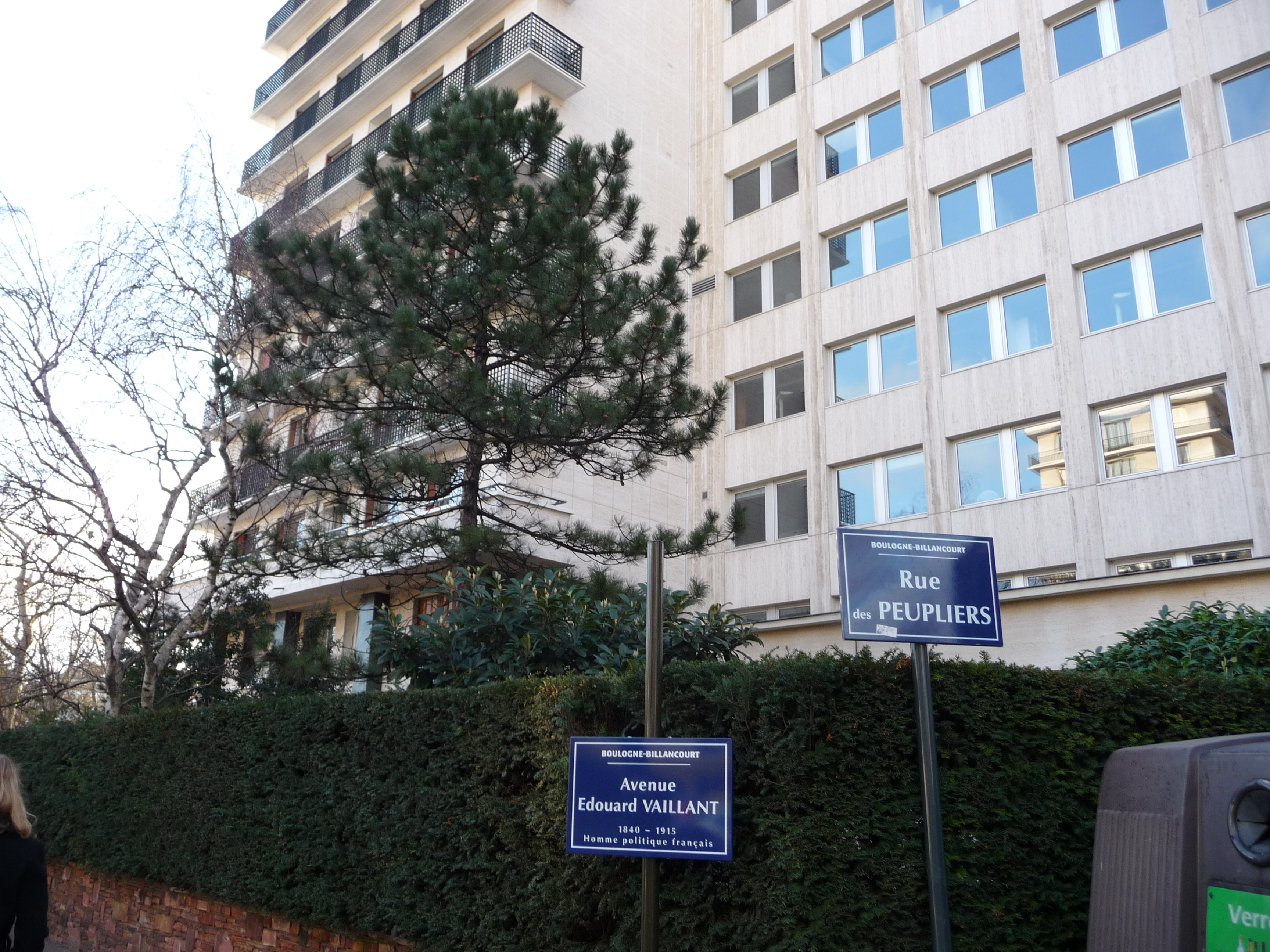
À l'angle de la rue des Peupliers.

- Institut de psychologie de l'Université Paris Cité
- Union nationale des aveugles et déficients visuels
- Jardin de la Porte-de-Saint-Cloud et square Roger-Coquoin
- Alphonse Le Gallo, ancien maire de la ville, y est né.
- Les Cycles Sausin, créés par le coureur cycliste Henri Sausin, y ouvrirent leur premier atelier en 1952[7].